# Euphaedra zukumaensis
Euphaedra zukumaensis är en fjärilsart som beskrevs av Stoneham 1956. Euphaedra zukumaensis ingår i släktet Euphaedra och familjen praktfjärilar. Inga underarter finns listade i Catalogue of Life.